# Aníbal Cruzat Ortega
Celso Aníbal Cruzat Ortega (San Carlos, 2 de agosto de 1888-Viña del Mar, 4 de diciembre de 1964) fue un abogado y político chileno, miembro del Partido Radical (PR). Se desempeñó como diputado (1921-1924), intendente (1939-1940) y senador de la República (1940-1945).

## Familia, estudios y carrera profesional
Nació en la comuna chilena de San Carlos el 2 de agosto de 1888, hijo de Celso Emiliano Cruzat Fernández y Carmen Ortega. Su hermano Aurelio, de profesión abogado, actuó como senador entre 1926 y 1932. Realizó sus estudios primarios en el Liceo de Concepción. Continuó los superiores en el Curso de Leyes de Valparaíso, titulándose como abogado el 30 de abril de 1912, con la tesis De las obligaciones solidarias.
En el ámbito profesional, ejerció durante catorce años como profesor de derecho procesal en el Curso de Leyes de Valparaíso, siendo director del mismo entre 1915 y 1931.
Se casó en esa ciudad el 14 de septiembre de 1917 con Sara Matta Ruiz, hija del ingeniero metalúrgico Felipe Santiago Matta Aguirre (sobrino de Manuel Antonio Matta Goyenechea, quien fuera uno de los fundadores del Partido Radical), quien fuera diputado entre 1912 y 1915, en representación también del Partido Radical. Con su cónyuge tuvo seis hijos: Celso Aníbal, Ada Inés, Lucía (casada con el capitán de navío Jorge Domínguez Kopaitich, quien fuera subsecretario de Marina en el gobierno del presidente Salvador Allende entre 1970 y 1973), María Nidia, Sara Olga y Álvaro.

## Carrera política
En el ámbito político, se incorporó a las filas del Partido Radical (PR), desempeñándose como presidente de la Asamblea Radical y de la Junta provincial Radical de Valparaíso. En las elecciones parlamentarias de 1921, postuló como candidato a diputado por Valparaíso y Casablanca, resultando electo para el periodo 1921-1924. En su gestión integró la Comisión Permanente de Legislación y Justicia y la de Guerra y Marina.
Posteriormente, en febrero de 1939, fue nombrado por el presidente Pedro Aguirre Cerda como intendente de provincia de Valparaíso, cargo que ejerció hasta julio de 1940.
En una elección parlamentaria complementaria realizada en octubre de 1940, producto del fallecimiento del senador por la 3.ª Agrupación Provincial (correspondiente a las provincias de Aconcagua y Valparaíso), Álvaro Santa María Cerveró, se postuló como candidato para llenar el escaño diputacional, resultando electo para finalizar el periodo 1937-1945. Se integró a la cámara baja el 18 de diciembre de 1940, y fue senador reemplazante en la Comisión Permanente de Constitución, Legislación y Justicia; en la segunda etapa de su gestión, integró dicha Comisión y actuó como su presidente. También, integró la Comisión Permanente de Defensa Nacional.
Fue condecorado con la Orden de Wassa, de Suecia, en el grado de caballero de primera clase. Falleció en la comuna de Viña del Mar el 4 de diciembre de 1964, 76 años.